# Поросся (УНР)
Поросся — земля Української Народної Республіки. Адміністративно-територіальна одиниця найвищого рівня. Земський центр — місто Біла Церква Заснована 6 березня 1918 року згідно з Законом «Про адміністративно-територіальний поділ України», що був ухвалений Українською Центральною Радою. Скасована 29 квітня 1918 року гетьманом України Павлом Скоропадським, що повернув старий губернський поділ часів Російської імперії.

## Опис
До землі мали увійти Васильківський повіт, Сквирський повіт, Таращанський повіт, а також південна частина Київського та східна частина Бердичівського повітів Київської губернії.